# 河瀬斌
河瀬 斌（かわせ たけし、1944年 - ）は、日本の脳神経外科医、慶應義塾大学名誉教授。2008年には日本神経内視鏡学会会長を務めた。
1989年に設立された日本頭蓋底外科研究会（後に学会）では設立の準備の中心となり、初代理事長を務める。
脳の最深部出血の手術を世界で初めて開拓、独自の手術は河瀬のトライアングル(Kawase's triangle)とも呼ばれ、国際的にも著名である。

## 略歴
1944年に東京で生まれる。
1970年に慶應義塾大学医学部医学科を卒業する。
1999年から2001年に慶應義塾大学病院外科と脳神経外科の診療科部長を務め、2001年には副院長に就任する。
2008年よりユタ大学などの客員教授を務め、2010年には慶應義塾大学名誉教授となった。

## 賞歴
- 2007年 日本脳神経外科齋藤眞国際賞
- 2009年 慶應義塾賞
- 2013年 Dandy賞

## 著書
単著
- 『神経内視鏡手術 (脳神経外科Advanced Practice)』（2001年、メジカルビュー社、ISBN 978-4895539227）

共著
- 『定位的放射線治療 (脳神経外科Advanced Practice)』（2000年、メジカルビュー社、ISBN 978-4895539203） - 高倉公朋、斎藤勇、寺本明
- 『閉塞性脳血管障害 (脳神経外科学大系)』（2004年、中山書店、ISBN 978-4521720319） - 橋本信夫、児玉南海雄、山浦晶、吉田純
- 『神経外傷、感染・炎症性疾患 (脳神経外科学大系)』（2005年、中山書店、ISBN 978-4521721118） - 山浦晶、橋本信夫、児玉南海雄、吉田純
- 『脳神経外科専門医をめざすための経験すべき手術44』（2007年、メジカルビュー社、ISBN 978-4758309073） -  佐野公俊、久保田紀彦、片山容一、阿部俊昭